# Carvalho e Silva
Francisco de Assis Carvalho e Silva, mais conhecido como Carvalho e Silva, (Teresina, 28 de agosto de 1937) é um contador, advogado e político brasileiro, outrora deputado estadual pelo Piauí.

## Dados biográficos
Filho de Cícero Gomes da Silva e Jerusalém Carvalho Silva. Contador formado na Escola Técnica de Comércio do Piauí e advogado pela Universidade Federal do Piauí, colaborou para o jornal Estado do Piauí, foi fiscal de tributos federais e assumiu a direção estadual da Empresa Brasileira de Correios e Telégrafos em 1964, antes de eleger-se deputado estadual via ARENA em 1966, 1970 e 1974. Candidato a deputado federal em 1978, não foi eleito, mas assumiu os cargos de secretário do Trabalho e Ação Social e presidente da Fundação Estadual do Trabalho, no governo Lucídio Portela, migrando para o PDS em 1980. Quando Hugo Napoleão assumiu o governo após vencer as eleições de 1982, Carvalho e Silva serviu como secretário de Indústria e Comércio. Membro do PFL, presidiu  Companhia Editora do Piauí no governo Bona Medeiros.